# Dipsastraea danai
Dipsastraea danai is een rifkoralensoort uit de familie Merulinidae. De wetenschappelijke naam van de soort is, als Favia danai, voor het eerst geldig gepubliceerd in 1857 door Henri Milne-Edwards. Hij vernoemde de soort naar de Amerikaanse natuurwetenschapper James Dwight Dana, die de soort in 1846 als Astraea porcata (Esper) had gedetermineerd maar volgens Milne-Edwards dus een nieuwe soort voorhanden had gehad. De naam werd in 1872 door Addison Emery Verrill verbasterd tot Favia danae, een ongeoorloofde wijziging van de naam. Desondanks komt men de soort ook wel onder die naam in de literatuur tegen, met Verrill als de auteursnaam.